# Gümüşhane Torul Gençlik ve Spor Kulübü 2013-2014
Questa voce raccoglie le informazioni riguardanti il Gümüşhane Torul Gençlik ve Spor Kulübü nelle competizioni ufficiali della stagione 2013-2014.

## Organigramma societario
Area direttiva
- Presidente: Özden Bostan

Area tecnica
- Allenatore: Bahadır Aksoy
- Allenatore in seconda: Ümit Terzi

## Rosa
| N° | Nome                | Ruolo | Data di nascita   | Nazionalità sportiva |
| -- | ------------------- | ----- | ----------------- | -------------------- |
| 2  | Kürşat Çokyiğit     | P     | 10 giugno 1986    | Turchia              |
| 3  | Ahmet Pezuk         | C     | 8 giugno 1987     | Turchia              |
| 4  | Marek Mikula        | S     | 23 febbraio 1988  | Slovenia             |
| 5  | Volkan Döne         | L     | 19 febbraio 1987  | Turchia              |
| 6  | Philip Maiyo        | O     | 3 gennaio 1982    | Kenya                |
| 7  | Kert Toobal         | P     | 3 giugno 1979     | Estonia              |
| 8  | Yasin Sancak        | C     | 9 settembre 1978  | Turchia              |
| 9  | Fatih Gündoğdu      | L     | 21 maggio 1987    | Turchia              |
| 10 | Hüseyin Çağlar      | S     | 29 settembre 1988 | Turchia              |
| 11 | Hürol Temel         | C     | 26 dicembre 1982  | Turchia              |
| 14 | Eyüphan Ertuğrul    | L     | 1º ottobre 1994   | Turchia              |
| 15 | Sefer Yeşilöz       | C     | 9 gennaio 1990    | Turchia              |
| 16 | Levent Kaplan       | O     | 13 settembre 1982 | Turchia              |
| 17 | Muhammed Dericioğlu | O     | 18 settembre 1982 | Turchia              |
| 18 | Ali Çayır           | S     | 13 settembre 1981 | Turchia              |

## Statistiche

### Statistiche di squadra
| Competizione     | Punti | In casa | In casa | In casa | In trasferta | In trasferta | In trasferta | Totale | Totale | Totale |
| Competizione     | Punti | G       | V       | P       | G            | V            | P            | G      | V      | P      |
| ---------------- | ----- | ------- | ------- | ------- | ------------ | ------------ | ------------ | ------ | ------ | ------ |
| Voleybol 1. Ligi | 26    | 12      | 7       | 5       | 12           | 1            | 11           | 24     | 8      | 16     |
| Coppa di Turchia | -     | 1       | 0       | 1       | 1            | 0            | 1            | 2      | 0      | 2      |
| Totale           | -     | 13      | 7       | 6       | 13           | 1            | 12           | 26     | 8      | 18     |

G = partite giocate; V = partite vinte; P = partite perse

### Statistiche dei giocatori
| Giocatore     | Voleybol 1. Ligi | Voleybol 1. Ligi | Voleybol 1. Ligi | Voleybol 1. Ligi | Voleybol 1. Ligi | Coppa di Turchia | Coppa di Turchia | Coppa di Turchia | Coppa di Turchia | Coppa di Turchia | Totale | Totale | Totale | Totale | Totale |
| Giocatore     | P                | PT               | AV               | MV               | BV               | P                | PT               | AV               | MV               | BV               | P      | PT     | AV     | MV     | BV     |
| ------------- | ---------------- | ---------------- | ---------------- | ---------------- | ---------------- | ---------------- | ---------------- | ---------------- | ---------------- | ---------------- | ------ | ------ | ------ | ------ | ------ |
| H. Çağlar     | 22               | 12               | 9                | 2                | 1                | 2                | 9                | 8                | 0                | 1                | 24     | 21     | 17     | 2      | 2      |
| A. Çayır      | 24               | 277              | 229              | 38               | 10               | 2                | 10               | 10               | 0                | 0                | 26     | 287    | 239    | 38     | 10     |
| K. Çokyiğit   | 16               | 3                | 0                | 2                | 1                | 0                | 0                | 0                | 0                | 0                | 16     | 3      | 0      | 2      | 1      |
| M. Dericioğlu | 7                | 0                | 0                | 0                | 0                | 1                | 0                | 0                | 0                | 0                | 8      | 0      | 0      | 0      | 0      |
| V. Döne       | 13               | 1                | 1                | 0                | 0                | 1                | 0                | 0                | 0                | 0                | 14     | 1      | 1      | 0      | 0      |
| E. Ertuğrul   | 1                | 0                | 0                | 0                | 0                | -                | -                | -                | -                | -                | 1      | 0      | 0      | 0      | 0      |
| F. Gündoğdu   | 11               | 0                | 0                | 0                | 0                | 1                | 0                | 0                | 0                | 0                | 12     | 0      | 0      | 0      | 0      |
| L. Kaplan     | 16               | 51               | 45               | 5                | 1                | 1                | 9                | 9                | 0                | 0                | 17     | 60     | 54     | 5      | 1      |
| P. Maiyo      | 22               | 460              | 411              | 32               | 17               | 2                | 49               | 46               | 2                | 1                | 24     | 509    | 457    | 34     | 18     |
| M. Mikula     | 24               | 247              | 206              | 21               | 20               | 2                | 17               | 15               | 2                | 0                | 26     | 264    | 221    | 23     | 20     |
| A. Pezuk      | 23               | 104              | 68               | 29               | 7                | 2                | 1                | 0                | 0                | 1                | 25     | 105    | 68     | 29     | 8      |
| Y. Sancak     | 23               | 128              | 81               | 36               | 11               | 2                | 18               | 16               | 2                | 0                | 25     | 146    | 97     | 38     | 11     |
| H. Temel      | 17               | 76               | 47               | 26               | 3                | 2                | 8                | 6                | 2                | 0                | 19     | 84     | 53     | 28     | 3      |
| K. Toobal     | 24               | 64               | 29               | 28               | 7                | 2                | 8                | 4                | 3                | 1                | 26     | 72     | 33     | 31     | 8      |
| S. Yeşilöz    | 18               | 22               | 15               | 6                | 1                | 2                | 2                | 1                | 1                | 0                | 20     | 24     | 16     | 7      | 1      |

P = presenze; PT = punti totali; AV = attacchi vincenti; MV = muri vincenti; BV = battute vincenti
NB: Non sono disponibili i dati relativi alla Supercoppa turca e di conseguenza i dati totali